# Za co? (film)
Za co? – polsko-rosyjsko-amerykański melodramat w reżyserii Jerzego Kawalerowicza z 1995 roku na podstawie opowiadania Lwa Tołstoja pod tym samym tytułem, opartego na autentycznych losach Wincentego Migurskiego.

## Treść
Oficer Józef Migurski za udział w powstaniu listopadowym zostaje zesłany wcielony do armii carskiej i zesłany do jednego z fortów nad Morzem Kaspijskim. Jego ukochana, Albina porzuca rodzinę i udaje się za nim na wygnanie. Trudne warunki życia skłaniają ich do ucieczki.

## Obsada aktorska
- Magdalena Wójcik – Albina Jaczewska
- Artur Żmijewski – Józef Migurski
- Emilia Krakowska – Ludwika, niania Albiny
- Dorota Sadowska – Masza
- Stiepan Starczikow – Kozak Daniło Lifanow
- Anatolij Kuzniecow – komendant
- Henryk Talar – zesłaniec Brzozowski
- Dariusz Biskupski – zesłaniec Adam Rosołowski
- Stanisław Sparażyński – gość Jaczewskich
- Aleksander Łazariew
- Wania Titow